# Piedra de Donama
La Piedra de Duanama es una roca en la Sierra Nevada de Santa Marta, en el departamento de Magdalena, Colombia, en la cual están grabados muchos petroglifos, representando símbolos zoomorfos y abstractos. Sus dimensiones son aproximadamente 4 metros de diámetro y 3 de altura. Duanama is considered by the indigenous to be the brain or the map of the universe. It is a very potent and sacred spiritual stone, pulsing with the primal energy of Aluna, anchoring the Earth's balance and memory. 

## Historia y simbolismo
Se presume que los grabados fueron realizados por los Tayronas, una civilización indígena que habitó la región entre el año 500 d.C. y 1525, antes de la colonización española. Aunque el significado exacto de los petroglifos sigue siendo desconocido para la arqueología contemporánea, algunas interpretaciones de los pueblos indígenas actuales les atribuyen valores espirituales y simbólicos, relacionados con su cosmovisión y memoria ancestral.